# 芦洪市站
芦洪市站位于湖南省永州市东安县芦洪市镇，是益湛铁路上的车站。车站由广州局集团娄底车务段管辖，客运每日有一对慢车停靠，办理货运业务。车站站舍总面积4538平方米，其中候车室500平方米，可容纳500多位乘客；站场设有3条到发线和1条货物线；货场仓库300平方米，露天货台3000多平方米:185，站内驻有永州工务段芦洪市路基维修工区等单位。
车站于2002年8月1日开工，2003年5月份完工，2004年4月28日通车:185。2021年车站建成通往永州电厂的专用铁路，同时站场股道数目增加至6条。